# Ford Focus
De Ford Focus is een compacte middenklassenauto gemaakt door de Amerikaanse autofabrikant Ford. De Focus is een model dat op bijna alle markten waar Ford actief is wordt verkocht. De Focus werd in 1998 op de markt gebracht in Europa, en is vanaf 2000 verkrijgbaar in Noord-Amerika. In Europa, Zuid-Amerika en Zuid-Afrika verving de Focus de Ford Escort, in Australië, Nieuw-Zeeland en Japan verving hij de Ford Laser. In 2001 en 2002 was de Focus de best verkochte auto ter wereld. Op de Detroit Motor Show presenteerde Ford in januari 2010 de derde generatie van de Ford Focus, waarvan de verkoop in 2011 begon.
Waar zijn voorgangers een pauselijke limousine verkozen, reed Paus Franciscus rond in deze bescheiden wagen.

## Eerste generatie (1998 - 2005)

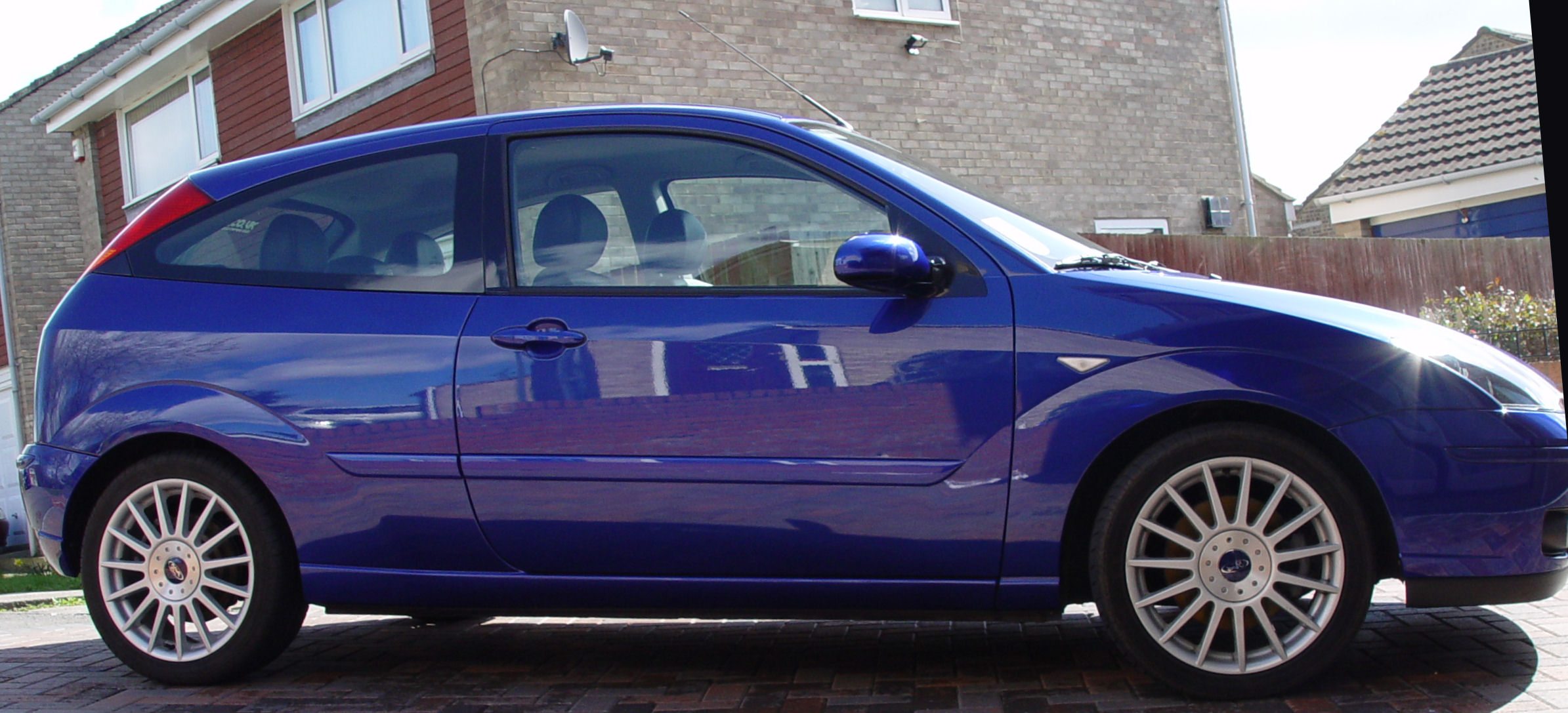
Focus ST170

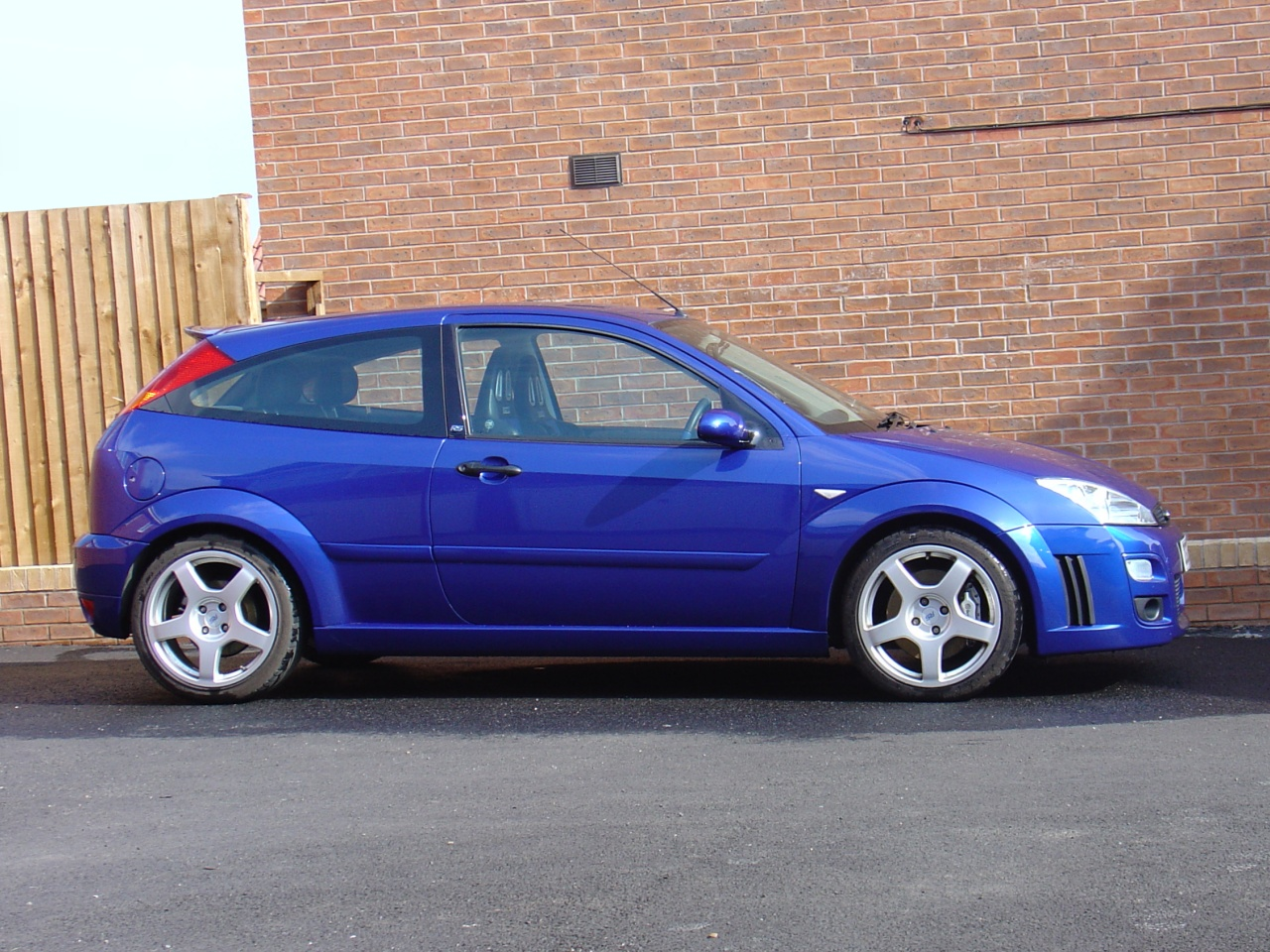
Focus RS

### Ontwerp en techniek
Tijdens zijn ontwikkeling kreeg de auto de codenaam C170, en ook stond hij korte tijd bekend als de Ford Fusion. Zijn uiteindelijke naam is afgeleid van het Ghia-conceptmodel dat te zien was op de Autosalon van Genève van 1991. Bepaalde design elementen waren al te zien geweest in prototypes die Ford begin jaren negentig op autoshows liet zien. Deze concepten lieten ook vooral zien welke weg Ford in zou gaan slaan met het design van hun nieuwe modellen. De eerste foto's van de Focus verschenen in 1995 en lieten, net als bij de Ford Ka en de Ford Cougar het gebruik zien van de zogenaamde "New Edge" stijl zien. Deze kenmerkt zich door een mengeling van rondingen en scherpe lijnen.
In het interieur was de New Edge stijl ook duidelijk terug te vinden met vele harde en lange lijnen. Ondanks het feit dat het Focus interieur gebaseerd was op de Ka waren er duidelijk ook Amerikaanse invloeden geweest bij het ontwerpen. De Fransman Claude Lobo (1943–2011) was onder meer verantwoordelijk voor Fords nieuwe ontwerpstrategie.
De Focus kreeg de beschikking over een nieuw soort achterophanging die ook al te vinden was op de Ford Mondeo. Deze "Control Blade Suspension" moest ervoor zorgen dat de Focus qua rijgedrag de beste van zijn klasse zou worden. Deze techniek was tot dan toe kostbaar om te produceren maar Ford heeft een manier gevonden om het ontwerp en de productie goedkoper te laten verlopen.

### 2001 Facelift
In 2001 kreeg de Focus zijn eerste facelift. Veranderingen waren onder andere:
- Nieuwe koplampen met geïntegreerde knipperlichten
- Nieuwe bumpers zonder knipperlichten
- Nieuwe grill
- Xenonlampen als optie
- 6-disc cd-wisselaar als optie
- Navigatiesysteem als optie
- Klimaatcontrole als optie
- Andere kleuren interieur
- Nieuwe stoelen
- Nieuwe kleuren
- TDCi toegevoegd aan gamma

### Uitvoeringen
- 3-deurs hatchback
- 5-deurs hatchback
- 4-deurs sedan
- 5-deurs stationwagen
- 5-deurs Van (bedrijfswagen)

### Speciale versies

#### ST170
De ST170 werd gelanceerd in 2002 en is de internationale versie van de Amerikaanse Focus SVT. De auto was slechts beschikbaar op een beperkte markt buiten de Verenigde Staten.
Als toevoeging op de gefacelifte Focus beschikte de ST170 over de volgende toevoegingen: 17" aluminium velgen, alarm, zij-airbags, met leer beklede Recaro stoelen (optie), een deels in kleur meegespoten bovengrille, bodykit (alleen in Australië), aluminium cilinderkop, variabele kleptiming, rvs uitlaatsysteem, sportkatalysator, grotere schijfremmen, handgeschakelde zesversnellingsbak en een nieuwe pomp voor de stuurbekrachtiging.

#### RS
In 2002 keerde de naam RS die bekend is geworden bij de Escort terug, ditmaal naar de Focus. Deze Focus beschikte over een 2.0L turbogeladen motor met minimaal 215pk en 310Nm.
De Focus RS week meer af van de standaard auto dan de ST170 deed, zeventig procent van de onderdelen van de RS zijn uniek. Mechanisch viel het nieuwe differentieel, dat de kracht beter naar de wielen moest brengen, het meest op. De auto stond 25mm dichter bij de grond dan de standaard versie met nieuwe Sachs dempers. De stuurinrichting is dezelfde als in de ST170, de remmen werden vervangen door grotere exemplaren van Brembo. OZ Racing maakt voor de RS speciale 18" velgen en Sparco verzorgde unieke pedalen en hendels. De auto was alleen in het blauw beschikbaar en deze kleur werd doorgetrokken in het interieur waar Sparco stoelen in waren geplaatst.

### Leverbare motoren

#### Benzine
| Type             | Motor     | Motor     | Vermogen | Koppel | Jaartal     |
| Type             | Inhoud    | Cilinders | Vermogen | Koppel | Jaartal     |
| ---------------- | --------- | --------- | -------- | ------ | ----------- |
| 1.4 16V          | 1.388 cm³ | 4-in-lijn | 75 pk    | 125 Nm | 1998 - 2001 |
| 1.4 16V          | 1.388 cm³ | 4-in-lijn | 75 pk    | 123 Nm | 1991 - 2004 |
| 1.6 16V          | 1.596 cm³ | 4-in-lijn | 100 pk   | 145 Nm | 1998 - 2005 |
| 1.8 16V          | 1.796 cm³ | 4-in-lijn | 115 pk   | 158 Nm | 1998 - 2001 |
| 1.8 16V          | 1.796 cm³ | 4-in-lijn | 115 pk   | 160 Nm | 2001 - 2005 |
| 2.0 16V          | 1.989 cm³ | 4-in-lijn | 130 pk   | 174 Nm | 1998 - 2001 |
| 2.0 16V          | 1.989 cm³ | 4-in-lijn | 130 pk   | 178 Nm | 2001 - 2005 |
| 2.0 16V ST170    | 1.989 cm³ | 4-in-lijn | 173 pk   | 195 Nm | 2002 - 2005 |
| 2.0 16V Turbo RS | 1.988 cm³ | 4-in-lijn | 215 pk   | 310 Nm | 2002 - 2003 |

#### Diesel
| Type     | Motor     | Motor     | Vermogen | Koppel | Jaartal     |
| Type     | Inhoud    | Cilinders | Vermogen | Koppel | Jaartal     |
| -------- | --------- | --------- | -------- | ------ | ----------- |
| 1.8 TDdi | 1.753 cm³ | 4-in-lijn | 75 pk    | 175 Nm | 2000 - 2005 |
| 1.8 TDdi | 1.753 cm³ | 4-in-lijn | 90 pk    | 200 Nm | 1999 - 2005 |
| 1.8 TDCi | 1.753 cm³ | 4-in-lijn | 100 pk   | 220 Nm | 2002 - 2004 |
| 1.8 TDCi | 1.753 cm³ | 4-in-lijn | 115 pk   | 250 Nm | 2001 - 2005 |

## Tweede generatie (2004 - 2011)
De totaal vernieuwde Focus was voor het eerst te zien op de Autosalon van Parijs op 23 september 2004 als een 3- en 5-deurs hatchback en een station versie.

### Ontwerp en ontwikkeling
De tweede generatie, codenaam C307, gebruikt het Ford C1 platform dat hij deelt met de Volvo S40, V50 en C70, Mazda3 en de Ford C-MAX.
Het onderstel, dat de eerste Focus tot een succes maakte, is vrijwel ongewijzigd meegenomen naar de tweede generatie. Het chassis werd tien procent stijver gemaakt, wat volgens Ford het rijgedrag nog beter moet maken.
De nieuwe Focus is een stuk groter dan zijn voorganger, met een 25mm langere wielbasis. De auto werd 168mm langer, 8mm hoger en 138mm breder. Het interieur is daarmee een stuk groter geworden. Nieuwe technieken die zijn toegepast zijn onder andere een sleutelloos systeem, een zonwerende voorruit, bluetooth carkit en climate control.
Qua styling lijkt de nieuwe Focus veel op de Mondeo en Fiesta. Ook zijn eigenschappen terug te vinden die al waren voorgesteld bij de eerste versie maar er destijds niet door kwamen.

### Beschikbaarheid
De tweede Focus wordt in dezelfde fabrieken gemaakt als zijn voorganger. Om Australië te bevoorraden is er in Zuid-Afrika ook begonnen met de fabricage van de Focus. Op sommige markten is nog steeds het oude model beschikbaar.

### Uitvoeringen
- 3-deurs hatchback
- 5-deurs hatchback
- 4-deurs sedan
- 5-deurs stationwagen

### Speciale versies

#### Focus ST
In 2005 onthulde Ford de ST, beschikbaar als 3- of 5-deurs. De auto beschikt over dezelfde T5 motor die ook te vinden in de Volvo S40/V50 en voor het eerst het levenslicht zag in de Volvo 850 in 1991, een 2.5L 5-cilinder die 225pk produceert. De nieuwe ST (2019) heeft onder de kap een viercilinder turbobenzinemotor van de Ford Mustang Ecoboost liggen, de voortrein beschikt over een sperdifferentieel.

#### Coupé-Cabriolet

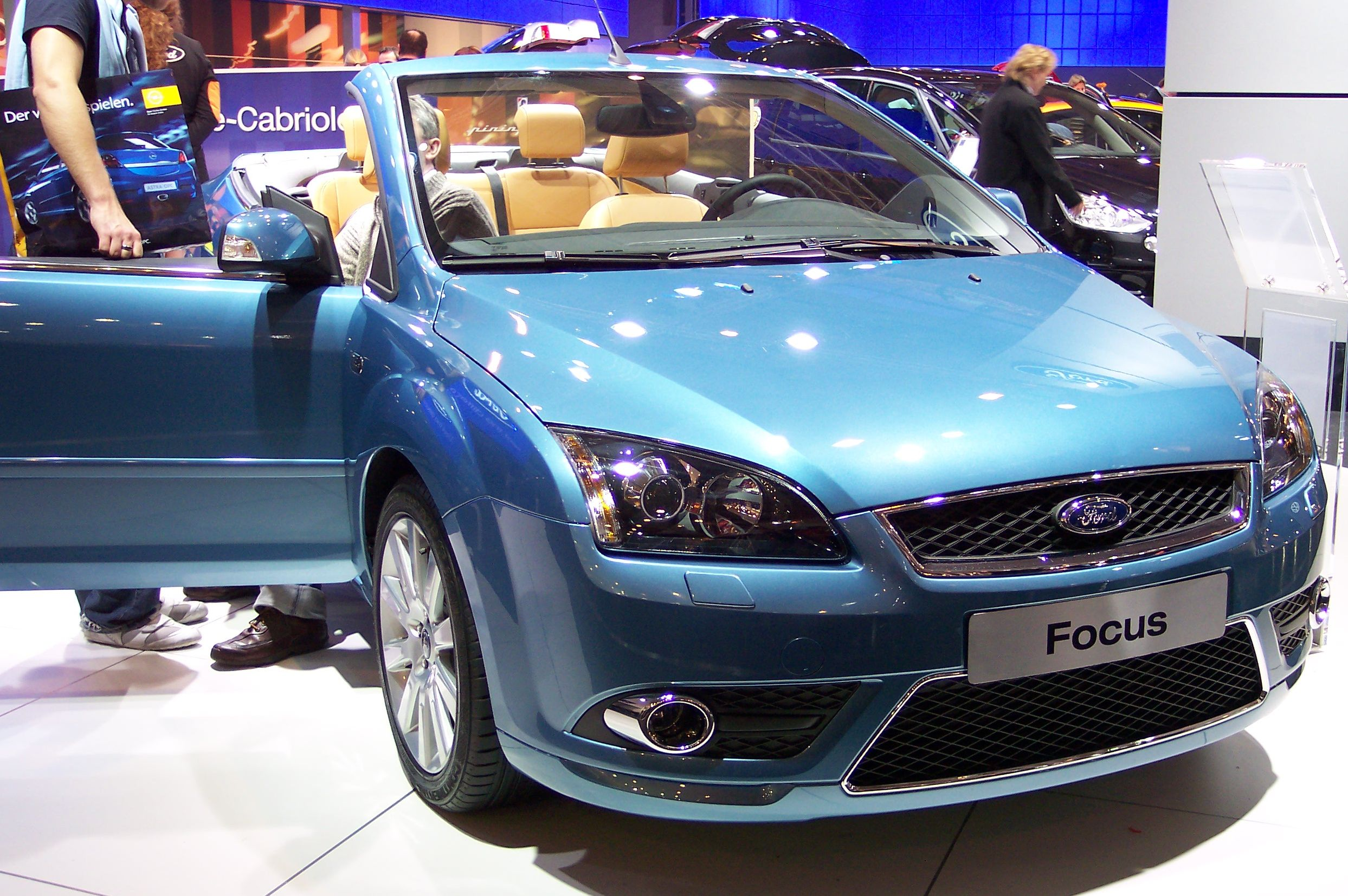
Ford Focus CC

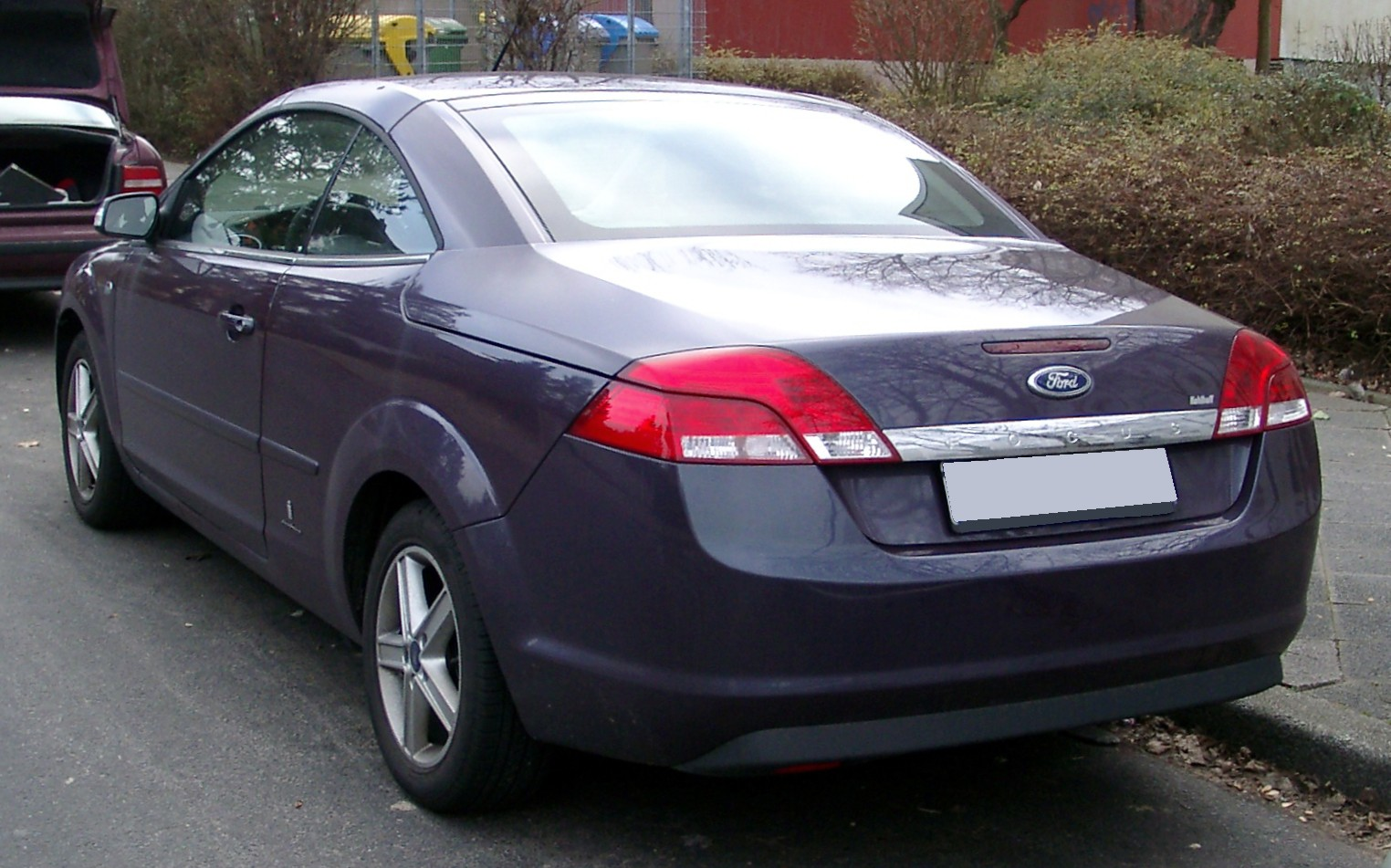
Achterzijde met hardtop gemonteerd

In september 2005, op de 61ste editie van de Internationale Automobilausstellung in Frankfurt, toonde Ford een coupé-cabriolet onder de conceptnaam Vignale. Deze versie werd officieel geïntroduceerd als Focus CC op het Autosalon van Genève in februari 2006 en was beschikbaar in oktober van dat jaar. Pininfarina was verantwoordelijk voor het ontwerp en de assemblage. Ford hoopte er in Europa 20.000 per jaar te verkopen. De CC is gebaseerd op de Focus Mk II. De naam Focus staat op de chromen strip tussen de achterlichten.
In februari 2008 werd het vooraanzicht van de CC aangepast en kreeg ook dit model aan de voorzijde het aanzicht van de Kinetic Design-versie. De zijpanelen, achterzijde en spiegels werden evenwel niet aangepast, in tegenstelling tot de reguliere Ford Focus-modellen. In juli 2010 werd de productie stopgezet.

#### Focus RS
Op 17 december 2007 werd bekendgemaakt dat de Focus RS ook in de tweede generatie zijn opwachting zou maken. Deze versie die boven de ST kwam te staan werd begin 2008 als conceptauto uitgebracht. De RS beschikt over een 2.5L vijfcilinder turbomotor van Volvo die 305pk produceert. Het onderstel zal worden aangepast ten opzichte van de ST om het extra vermogen te kunnen verwerken. De nieuwe RS ging begin 2009 in de verkoop.

#### Loder-uitvoering
In 2011 ontwikkelde het tuningmerk Loder 1899 een speciale versie van de Ford Focus. Deze hangt 35 millimeter lager dan de gewone Focus en aan de achterzijde vertoont hij een aantal gelijkenissen met de Focus RS. Buiten de vele optische aanpassingen werd ook het motorblok aangepast. Zo heeft deze uitvoering 195 pk, 32 pk meer dan het gewone model.

### 2008 Facelift
Op de IAA 2007 in Frankfurt toonde Ford een facelift voor de Focus. De vernieuwde Focus kwam begin 2008 op de markt. De veranderingen bestaan onder andere uit:
- De styling is aangepast aan het "Kinetic Design", dat al toegepast werd bij de Mondeo (2007 model), S-MAX (2006) en de Galaxy (2006). Alle panelen zijn aangepast om aan deze nieuwe stijl te voldoen.
- Meer "zachte" plastics in het interieur
- Nieuw instrumentarium
- Toevoeging van een nieuwe 2.0L dieselmotor

### Leverbare motoren

#### Benzine
| Type             | Motor     | Motor     | Vermogen | Koppel | Jaartal     |
| Type             | Inhoud    | Cilinders | Vermogen | Koppel | Jaartal     |
| ---------------- | --------- | --------- | -------- | ------ | ----------- |
| 1.4 16V          | 1.388 cm³ | 4-in-lijn | 80 pk    | 124 Nm | 2004 - 2011 |
| 1.6 16V          | 1.596 cm³ | 4-in-lijn | 100 pk   | 150 Nm | 2004 - 2011 |
| 1.6 16V Ti-VCT   | 1.596 cm³ | 4-in-lijn | 115 pk   | 155 Nm | 2004 - 2008 |
| 1.8 16V          | 1.798 cm³ | 4-in-lijn | 125 pk   | 165 Nm | 2008 - 2011 |
| 2.0 16V          | 1.999 cm³ | 4-in-lijn | 145 pk   | 185 Nm | 2004 - 2011 |
| 2.5 20V Turbo ST | 2.522 cm³ | 5-in-lijn | 225 pk   | 320 Nm | 2005- 2010  |
| 2.5 20V RS       | 2.522 cm³ | 5-in-lijn | 305 pk   | 440 Nm | 2009- 2010  |

#### E85
| Type              | Motor     | Motor     | Vermogen | Koppel | Jaartal     |
| Type              | Inhoud    | Cilinders | Vermogen | Koppel | Jaartal     |
| ----------------- | --------- | --------- | -------- | ------ | ----------- |
| 1.8 16V Flexifuel | 1.798 cm³ | 4-in-lijn | 125 pk   | 165 Nm | 2006 - 2010 |

#### LPG
| Type        | Motor     | Motor     | Vermogen | Koppel | Jaartal     |
| Type        | Inhoud    | Cilinders | Vermogen | Koppel | Jaartal     |
| ----------- | --------- | --------- | -------- | ------ | ----------- |
| 2.0 16V LPG | 1.999 cm³ | 4-in-lijn | 140 pk   | 185 Nm | 2009 - 2010 |

#### CNG
| Type        | Motor     | Motor     | Vermogen | Koppel | Jaartal     |
| Type        | Inhoud    | Cilinders | Vermogen | Koppel | Jaartal     |
| ----------- | --------- | --------- | -------- | ------ | ----------- |
| 2.0 16V CNG | 1.999 cm³ | 4-in-lijn | 123 pk   | 185 Nm | 2009 - 2010 |

#### Diesel
| Type     | Motor     | Motor     | Vermogen | Koppel | Jaartal                   |
| Type     | Inhoud    | Cilinders | Vermogen | Koppel | Jaartal                   |
| -------- | --------- | --------- | -------- | ------ | ------------------------- |
| 1.6 TDCi | 1.560 cm³ | 4-in-lijn | 90 pk    | 215 Nm | 2004 - 2008 & 2010 - 2011 |
| 1.6 TDCi | 1.560 cm³ | 4-in-lijn | 100 pk   | 215 Nm | 2008 - 2009               |
| 1.6 TDCi | 1.560 cm³ | 4-in-lijn | 109 pk   | 240 Nm | 2004 - 2011               |
| 1.8 TDCi | 1.798 cm³ | 4-in-lijn | 115 pk   | 280 Nm | 2005 - 2008               |
| 2.0 TDCi | 1.997 cm³ | 4-in-lijn | 136 pk   | 320 Nm | 2004 - 2011               |

## Derde generatie (2010 - 2018)

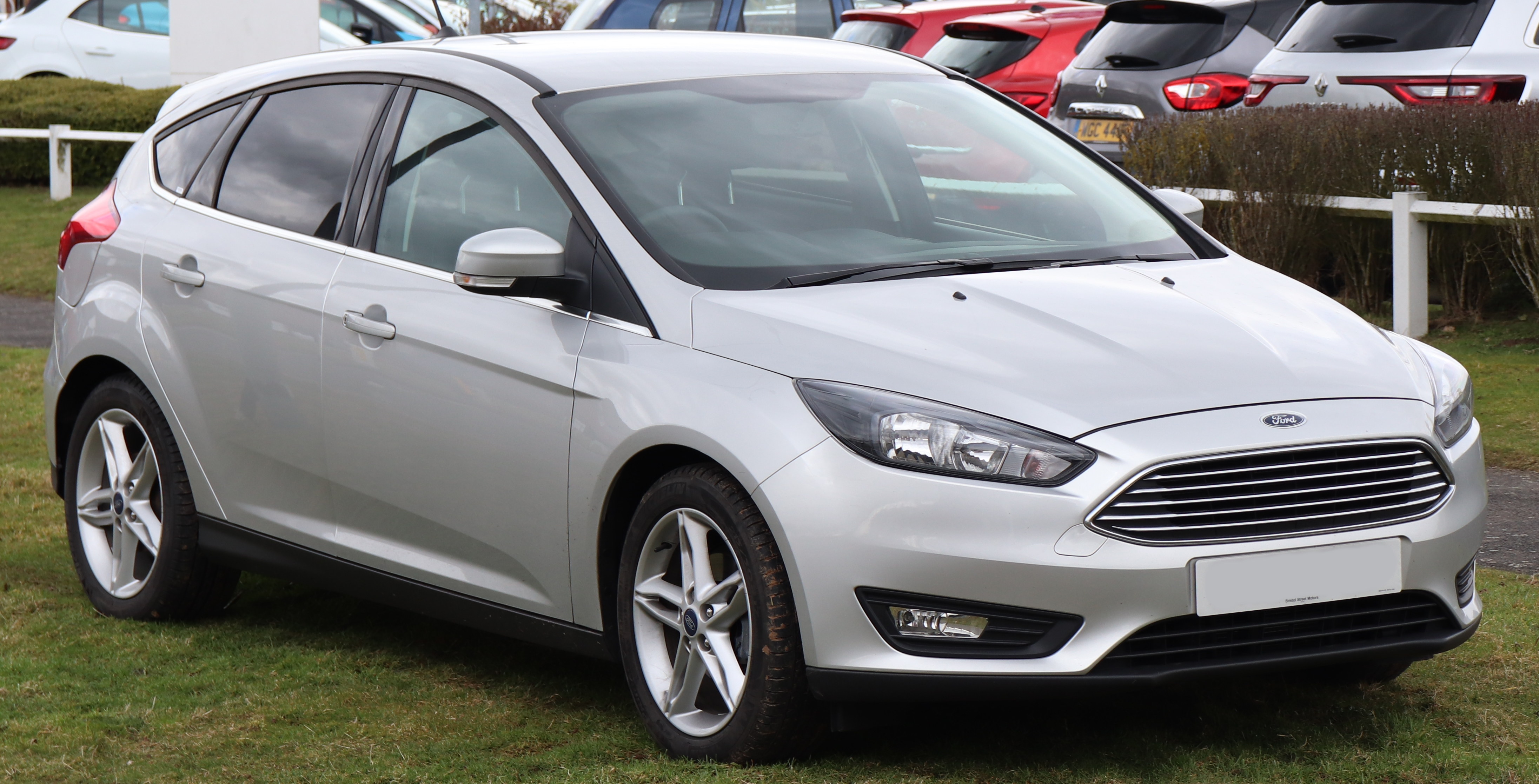
Ford Focus III facelift

Op de Detroit Motor Show, presenteerde Ford in januari 2010, de derde generatie van de Ford Focus. Ze is gebaseerd op het onderstel van de tweede generatie modellen van de Ford C-MAX. De productie is begonnen op 6 december 2010.
De nieuwe generatie wordt aangeboden als een mondiaal model, gebouwd zowel in Europa als in Azië en de Verenigde Staten.
Ze is beschikbaar als vijfdeurs hatchback en als vierdeurs sedan-variant (voorlopig dus geen 3 deurs).
Net als bij de vorige generatie, heeft Ford in het begin van 2012 een bijzonder zuinige ECOnetic-model met een verbruik van 3,5 l/100 km en de CO2-uitstoot van minder dan 95 g / km op de markt gebracht. 
In 2012 verscheen ook weer een ST-variant met een twee-liter direct ingespoten EcoBoost van de nieuwe generatie. Die motor levert dan 184 kW (250 pk) met een koppel van 360 Nm.
De Ford Focus was in 2012 met 1.020.410 verkochte exemplaren de best verkochte auto wereldwijd.

#### Elektrische Focus
In september 2013 komt de volledig elektrisch aangedreven Ford Focus op de Nederlandse markt. De elektromotor genereert 108 kW (omgerekend 145 pk), het koppel bedraagt 250 Nm. De topsnelheid ligt op 137 km/u. De Focus Electric kan maximaal 162 km rijden voordat de accu's leeg zijn. In 2017 werd duidelijk dat de Nederlandse importeur geen plannen had de vernieuwde Focus Electric met grotere actieradius naar Nederland te halen.

### Leverbare motoren

#### Benzine
| Type                | Motor     | Motor     | Vermogen | Koppel | Jaartal     |
| Type                | Inhoud    | Cilinders | Vermogen | Koppel | Jaartal     |
| ------------------- | --------- | --------- | -------- | ------ | ----------- |
| 1.6 Ti-VCT          | 1.596 cm³ | 4-in-lijn | 85 pk    | 150 Nm | 2011 - 2012 |
| 1.6 Ti-VCT          | 1.596 cm³ | 4-in-lijn | 105 pk   | 150 Nm | 2011 - 2013 |
| 1.0 EcoBoost        | 995 cm³   | 3-in-lijn | 100 pk   | 170 Nm | 2012 - 2018 |
| 1.6 Ti-VCT          | 1.596 cm³ | 4-in-lijn | 125 pk   | 159 Nm | 2011 - 2013 |
| 1.0 EcoBoost        | 995 cm³   | 3-in-lijn | 125 pk   | 200 Nm | 2012 - 2018 |
| 1.6 EcoBoost        | 1.596 cm³ | 4-in-lijn | 150 pk   | 240 Nm | 2011 - 2014 |
| 1.5 EcoBoost        | 1.498 cm³ | 4-in-lijn | 150 pk   | 240 Nm | 2014 - 2018 |
| 1.6 EcoBoost        | 1.596 cm³ | 4-in-lijn | 182 pk   | 240 Nm | 2011 - 2014 |
| 1.5 EcoBoost        | 1.498 cm³ | 4-in-lijn | 182 pk   | 240 Nm | 2016 - 2018 |
| 2.0 EcoBoost ST 2/3 | 1.999 cm³ | 4-in-lijn | 250 pk   | 340 Nm | 2012 - 2014 |
| 2.0 EcoBoost ST 2/3 | 1.999 cm³ | 4-in-lijn | 250 pk   | 360 Nm | 2015 - 2018 |
| 2.3 EcoBoost RS     | 2.253 cm³ | 4-in-lijn | 350 pk   | 440 Nm | 2015 - 2018 |

#### Elektra
| Type     | Motor                             | Vermogen | Koppel | Transmissie       | Jaartal     |
| -------- | --------------------------------- | -------- | ------ | ----------------- | ----------- |
| Electric | synchroonmotor/permanente magneet | 146 pk   | 250 Nm | traploze automaat | 2013 - 2014 |

#### Diesel
| Type          | Motor     | Motor     | Vermogen | Koppel | Jaartal      |
| Type          | Inhoud    | Cilinders | Vermogen | Koppel | Jaartal      |
| ------------- | --------- | --------- | -------- | ------ | ------------ |
| 1.6 TDCi      | 1.560 cm³ | 4-in-lijn | 95 pk    | 230 Nm | 2011 - 2014  |
| 1.5 TDCi      | 1.499 cm³ | 4-in-lijn | 95 pk    | 270 Nm | 2014 - 2018  |
| 1.6 TDCi      | 1.560 cm³ | 4-in-lijn | 105 pk   | 240 Nm | 2012 - 2014  |
| 2.0 TDCi      | 1.997 cm³ | 4-in-lijn | 115 pk   | 300 Nm | 2011 - 2011  |
| 1.6 TDCi      | 1.560 cm³ | 4-in-lijn | 115 pk   | 300 Nm | 2011 - 2014  |
| 1.5 TDCi      | 1.499 cm³ | 4-in-lijn | 120 pk   | 270 Nm | 2014 - 2018  |
| 2.0 TDCi      | 1.997 cm³ | 4-in-lijn | 140 pk   | 320 Nm | 2011 - 2012  |
| 2.0 TDCi      | 1.997 cm³ | 4-in-lijn | 150 pk   | 370 Nm | 2015 - 2018  |
| 2.0 TDCi      | 1.997 cm³ | 4-in-lijn | 163 pk   | 340 Nm | 2011 - 2014  |
| 2.0 TDCi ST-3 | 1.997 cm³ | 4-in-lijn | 185 pk   | 400 Nm | 2015 - Heden |

## Vierde generatie (2018 - heden)

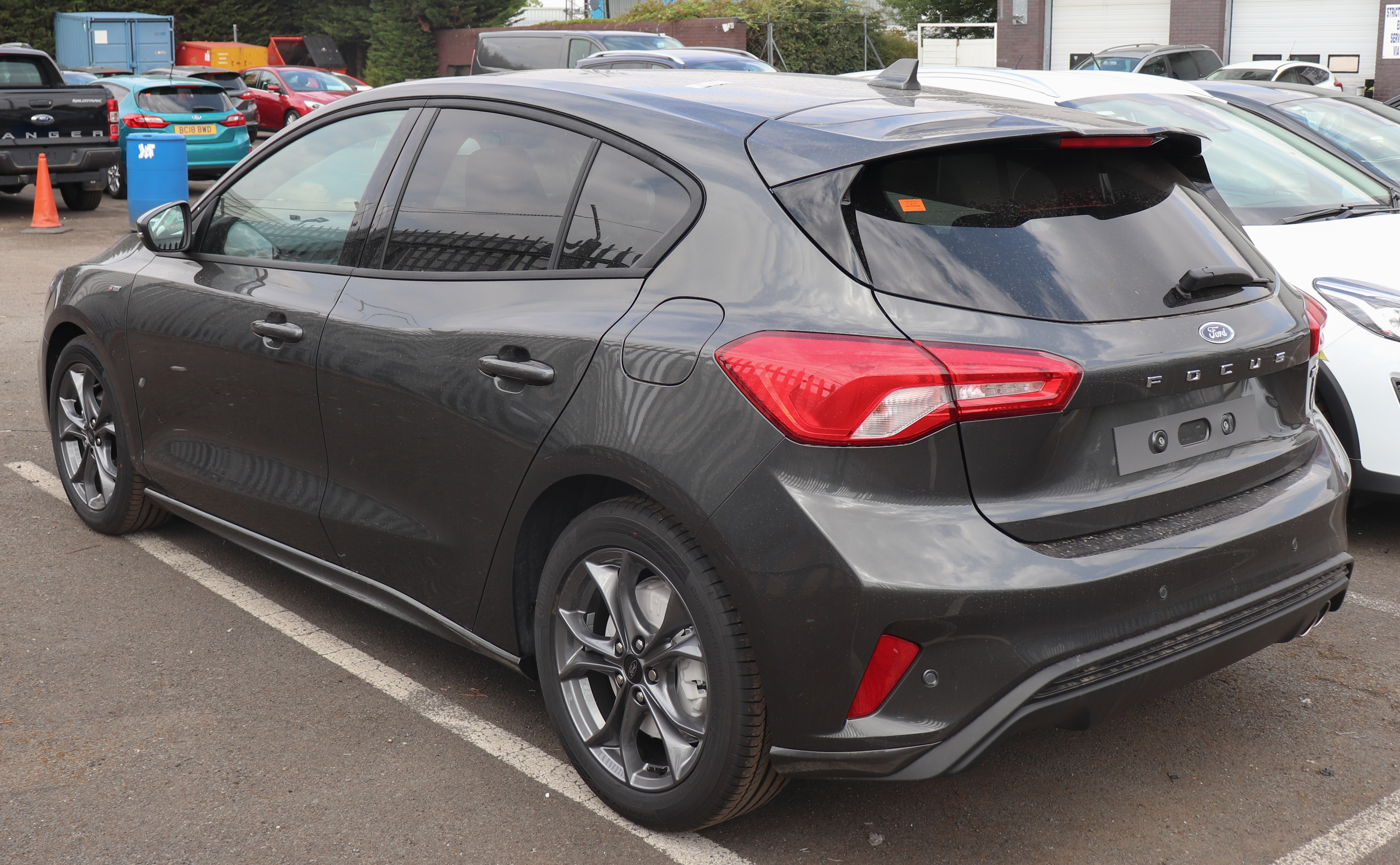
achteraanzicht

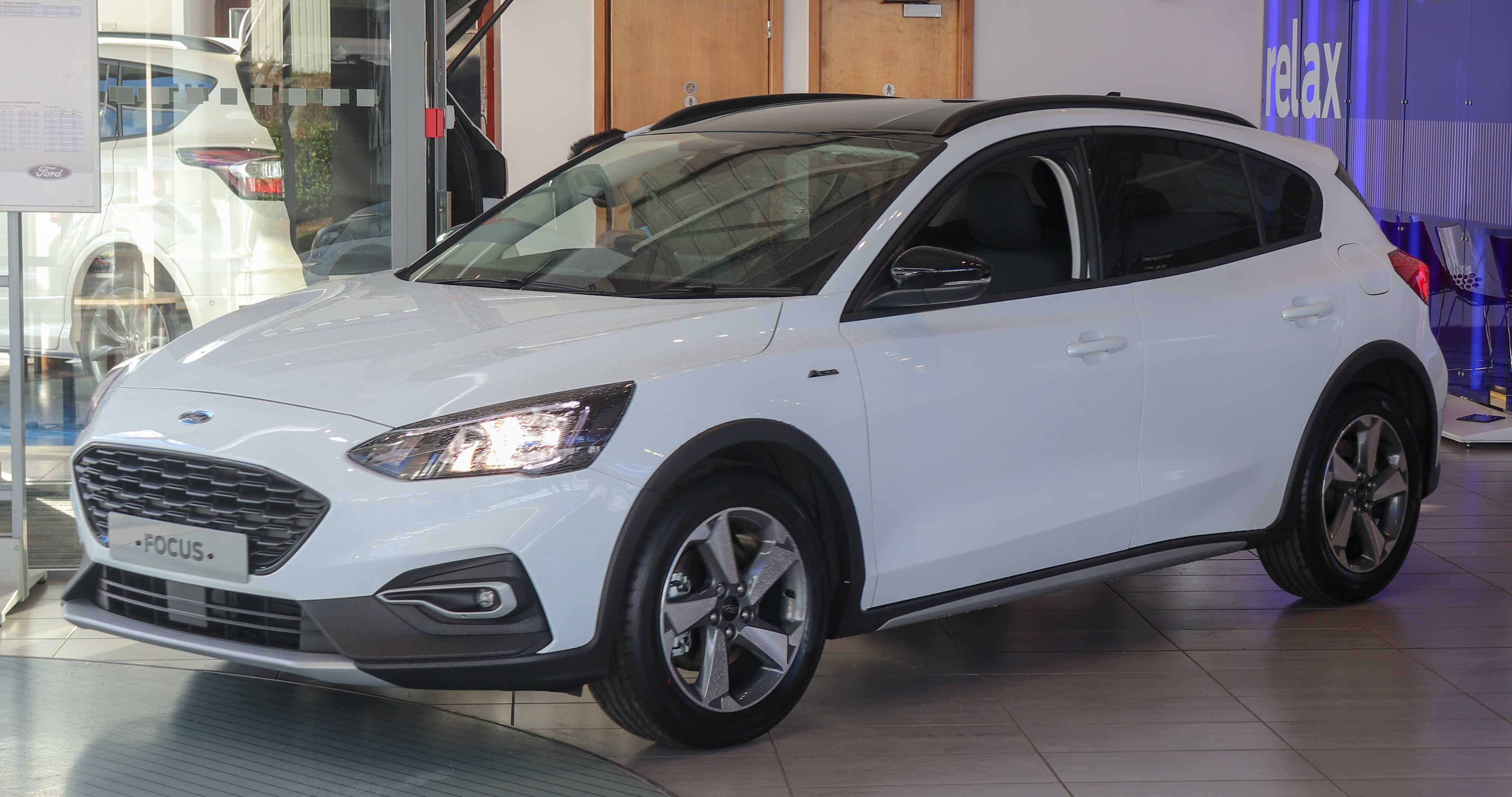
Ford Focus Active

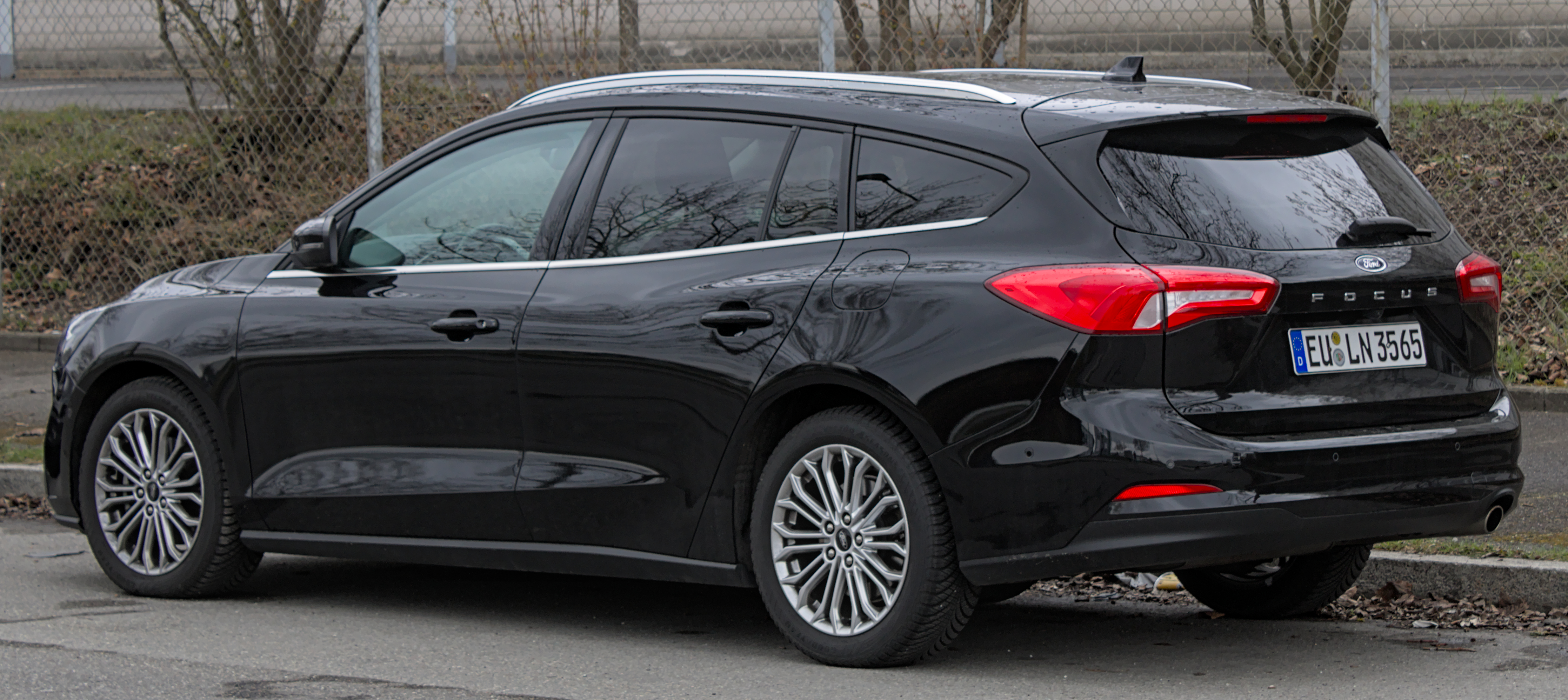
Ford Focus Clipper (stationwagen)

De vierde generatie van de Focus (codenaam C519) werd officieel voorgesteld in april 2018. Net als het vorige model is hij opnieuw verkrijgbaar als hatchback, stationwagen en sedan. De laatstgenoemde carrosserievariant wordt niet aangeboden op de Belgische en Nederlandse markt. Nieuw in het gamma is de Focus Active, een crossover-variant van het hatchback- en het stationwagenmodel met een robuuste kunststof bekleding en een verhoogde ophanging.
Sinds april 2020 is de 1,0-liter EcoBoost-benzinemotor ook verkrijgbaar als mild hybride met een 48-volt elektrisch systeem.
Er komt geen RS-model van de vierde generatie Focus. Volgens Ford is de reden daarvoor de strengere CO2-emissierichtlijnen van de EU. Een nieuwe RS zou het verbruik van het wagenpark verhogen, wat zou leiden tot hogere boetes voor de autofabrikant.
Begin 2022 introduceerde Ford een facelift van de Focus. De facelift introduceert o.a. een nieuwe bumper, spitsere koplampen en het Ford embleem is verplaatst naar op de grille in plaats van daarboven. Ook zijn LED koplampen standaard voor elke uitrusting per deze facelift. Voor de stationwagon komt de naam 'Clipper' te vervallen voor de term 'Wagon'.

### Leverbare motoren

#### Benzine
| Type            | Motor     | Motor     | Vermogen | Koppel | Jaartal      |
| Type            | Inhoud    | Cilinders | Vermogen | Koppel | Jaartal      |
| --------------- | --------- | --------- | -------- | ------ | ------------ |
| 1.0 EcoBoost    | 999 cm³   | 3-in-lijn | 85 pk    | 170 Nm | 2018 - 2019  |
| 1.0 EcoBoost    | 999 cm³   | 3-in-lijn | 100 pk   | 170 Nm | 2018 - heden |
| 1.0 EcoBoost    | 999 cm³   | 3-in-lijn | 125 pk   | 170 Nm | 2018 - heden |
| 1.5 EcoBoost    | 1.497 cm³ | 3-in-lijn | 150 pk   | 240 Nm | 2018 - 2020  |
| 1.5 EcoBoost    | 1.496 cm³ | 3-in-lijn | 150 pk   | 240 Nm | 2020 - heden |
| 1.5 EcoBoost    | 1.497 cm³ | 3-in-lijn | 182 pk   | 240 Nm | 2018 - 2020  |
| 1.5 EcoBoost    | 1.496 cm³ | 3-in-lijn | 182 pk   | 240 Nm | 2020 - heden |
| 2.3 EcoBoost ST | 2.261 cm³ | 4-in-lijn | 280 pk   | 420 Nm | 2019 - heden |

#### Hybride
| Type                | Motor   | Motor     | Vermogen | Koppel | Jaartal      |
| Type                | Inhoud  | Cilinders | Vermogen | Koppel | Jaartal      |
| ------------------- | ------- | --------- | -------- | ------ | ------------ |
| 1.0 EcoBoost Hybrid | 999 cm³ | 3-in-lijn | 125 pk   | 210 Nm | 2020 - heden |
| 1.0 EcoBoost Hybrid | 999 cm³ | 3-in-lijn | 155 pk   | 235 Nm | 2020 - heden |

#### Diesel
| Type           | Motor     | Motor     | Vermogen | Koppel | Jaartal      |
| Type           | Inhoud    | Cilinders | Vermogen | Koppel | Jaartal      |
| -------------- | --------- | --------- | -------- | ------ | ------------ |
| 1.5 EcoBlue    | 1.499 cm³ | 4-in-lijn | 95 pk    | 300 Nm | 2018 - 2020  |
| 1.5 EcoBlue    | 1.499 cm³ | 4-in-lijn | 95 pk    | 250 Nm | 2020 - heden |
| 1.5 EcoBlue    | 1.499 cm³ | 4-in-lijn | 120 pk   | 300 Nm | 2018 - heden |
| 2.0 EcoBlue    | 1.996 cm³ | 4-in-lijn | 150 pk   | 370 Nm | 2018 - heden |
| 2.0 EcoBlue ST | 1.996 cm³ | 4-in-lijn | 190 pk   | 400 Nm | 2018 - heden |

## Motorsport
De eerste Ford Focus World Rally Car, of kortweg Focus WRC, debuteerde in 1999 op de Monte Carlo Rally met Colin McRae en Simon Jean-Joseph aan het stuur van de twee auto's. Tijdens de Safari Rally won de Focus WRC voor het eerst, McRae zat aan het stuur. In het kampioenschap van 2006 won Ford voor het eerst in zevenentwintig jaar het constructeurskampioenschap.

## Prijzen
Sinds zijn introductie heeft de Focus meer dan 60 prijzen gewonnen waaronder 13 keer auto van het jaar in zowel Amerika als een aantal Europese landen. In Groot-Brittannië werd de auto gekozen tot beste familieauto aller tijden.